# ونسان ارمانس
ونسان ارمانس (انگلیسی: Vincent Hermance؛ زادهٔ ۱ اوت ۱۹۸۴) دوچرخه‌سوار اهل فرانسه است.
وی در مسابقات کشوری و بین‌المللی در مجموع برندهٔ ۸ مدال طلا، ۸ مدال نقره، ۴ مدال برنز شده‌است.